# Za Lužánkami
El Za Lužánkami es un estadio de fútbol ubicado en la ciudad de Brno en la República Checa con capacidad para 50000 espectadores.

## Historia
Fue construido entre 1949 y 1953 y fue el estadio más grande de Checoslovaquia entre los años sesenta y los setenta. El Za Lužánkami tiene el récord de asistencia a un partido de la Gambrinus liga, durante el partido entre el Brno con el Slavia Prague en la temporada de 1996/97. El estadio fue cerrado en 2001 luego de que el Zbrojovka Brno se mudara al Městský fotbalový stadion Srbská. El club fue forzado a mudarse desde que el estadio no reuniera las condiciones mínimas para partidos de la FIFA.
Hay planes para reconstruir el estadio, a la espera de que el FC Zbrojovka Brno regrese, pero en junio de 2012 se anunció que por asuntos financieros, la propuesta de reconstrucción se había archivado.
El estadio está sin mantenimiento, e incluso personas de la calle tomaron las graderías como su casa. El capitán del FC Zbrojovka Brno Petr Švancara se ha encargado de restaurar el estadio para unpartido de despedida del Za Lužánkami. El esfuerzo incluye a voluntarios, y tuvo éxito, y el 27 de junio de 2015 35 000 espectadores vieron un partido del FC Zbrojovka Brno en el Za Lužánkami.
El equipo juvenil del FC Zbrojovka Brno lo utiliza como sede de entrenamiento, y lo alquila al grupo de aficionados Verime Zbrojovce, y se planea una inversión de 40 millones £ para una restauración.

## Partidos internacionales
Checoslovaquia utilizó el estadio en un partido de la clasificación de UEFA para la Copa Mundial de Fútbol de 1966 y República Checa lo utilizó en un partido amistoso en 1995.
| 21-11-1965 | Checoslovaquia            | 3–1     | Turquía  | Za Lužánkami, Brno                                 |                                                    |
|            | Mráz 3' 15' · Horváth 69' | Reporte | Ayhan 8' | Asistencia: 3133 espectadores Árbitro(s): Aranyosi | Asistencia: 3133 espectadores Árbitro(s): Aranyosi |

| 8-3-1995 | República Checa                      | 4–1     | Finlandia | Stadion Za Lužánkami, Brno    |                               |
|          | Berger 8' (pen.) 45' · Samec 56' 88' | Reporte | Hjelm 71' | Asistencia: 7745 espectadores | Asistencia: 7745 espectadores |